# Referéndum sobre el fin del apartheid en Sudáfrica de 1992
Un referéndum sobre la abolición del apartheid en Sudáfrica tuvo lugar el 17 de marzo de 1992, siendo la última votación racialmente restringida en el país, en la que se les preguntó a los sudafricanos blancos si apoyaban el proceso de reforma encabezado por el presidente Frederik de Klerk y el líder del Congreso Nacional Africano Nelson Mandela, cuyo objetivo final era la transición hacia una democracia representativa fuera de todo aspecto racial, poniendo fin al régimen de la minoría blanca (apartheid) impuesto en 1948.
La reforma recibió un abrumador apoyo con el 68.73 % de los votos, en gran medida por el convencimiento de la población blanca de la inviabilidad del apartheid a largo plazo. Exceptuando Pietersburg, en la provincia de Transvaal, el "Sí" triunfó en todo el país. Tras la victoria, se programaron las elecciones generales de 1994, primeras bajo sufragio universal, en las que Nelson Mandela resultaría electo presidente.

## Antecedentes
En su discurso de apertura al Parlamento, el 2 de febrero de 1990, el presidente Frederik de Klerk declaró que levantaría la prohibición de diferentes partidos políticos como el Congreso Nacional Africano, el Partido Comunista Sudafricano, y el Congreso Panafricanista de Azania, y que el líder del ANC, Nelson Mandela, sería liberado después de veintisiete años en prisión. De Klerk anunció que se suspendería la pena capital y que se levantaría el estado de emergencia, afirmando que "ha llegado el momento de negociar".
Nelson Mandela fue liberado el 11 de febrero de 1990 desde la prisión Victor Verster en Paarl, cerca de Ciudad del Cabo. El 21 de marzo de 1990, habiendo celebrado previamente elecciones, el África del Sudoeste se independizó bajo el nombre de República de Namibia. En mayo, el gobierno comenzó a hablar con el ANC. En junio, se levantó el estado de emergencia y el ANC acordó un alto al fuego. En 1991, se abolieron las leyes que restringían la propiedad de la tierra, especificaban áreas de vida separadas y clasificaban a las personas por raza.
Ante la creciente oposición del Partido Conservador al gobernante Partido Nacional, debido a su proceso de reforma, y al crecimiento de este en las últimas elecciones realizadas bajo el apartheid en 1989, De Klerk propuso un referéndum el 24 de enero de 1992 en el que votarían todas las razas, pero que los votos se contarían por separado para ver las opiniones de cada grupo étnico. La derrota electoral del Partido Nacional en una elección parcial el 19 de febrero siguiente socavó la legitimidad del gobierno y el Partido Conservador declaró que De Klerk ya no tenía autoridad para seguir negociando con el ANC al no gozar de un mandato del pueblo blanco. Al día siguiente de la elección, De Klerk anunció que convocaría a un referéndum únicamente para blancos en el que estos tendrían oportunidad de darle ese mandato. La idea de que solo los blancos votaran en dicha consulta fue objeto de numerosas críticas al realizarse su anuncio.

## Campaña

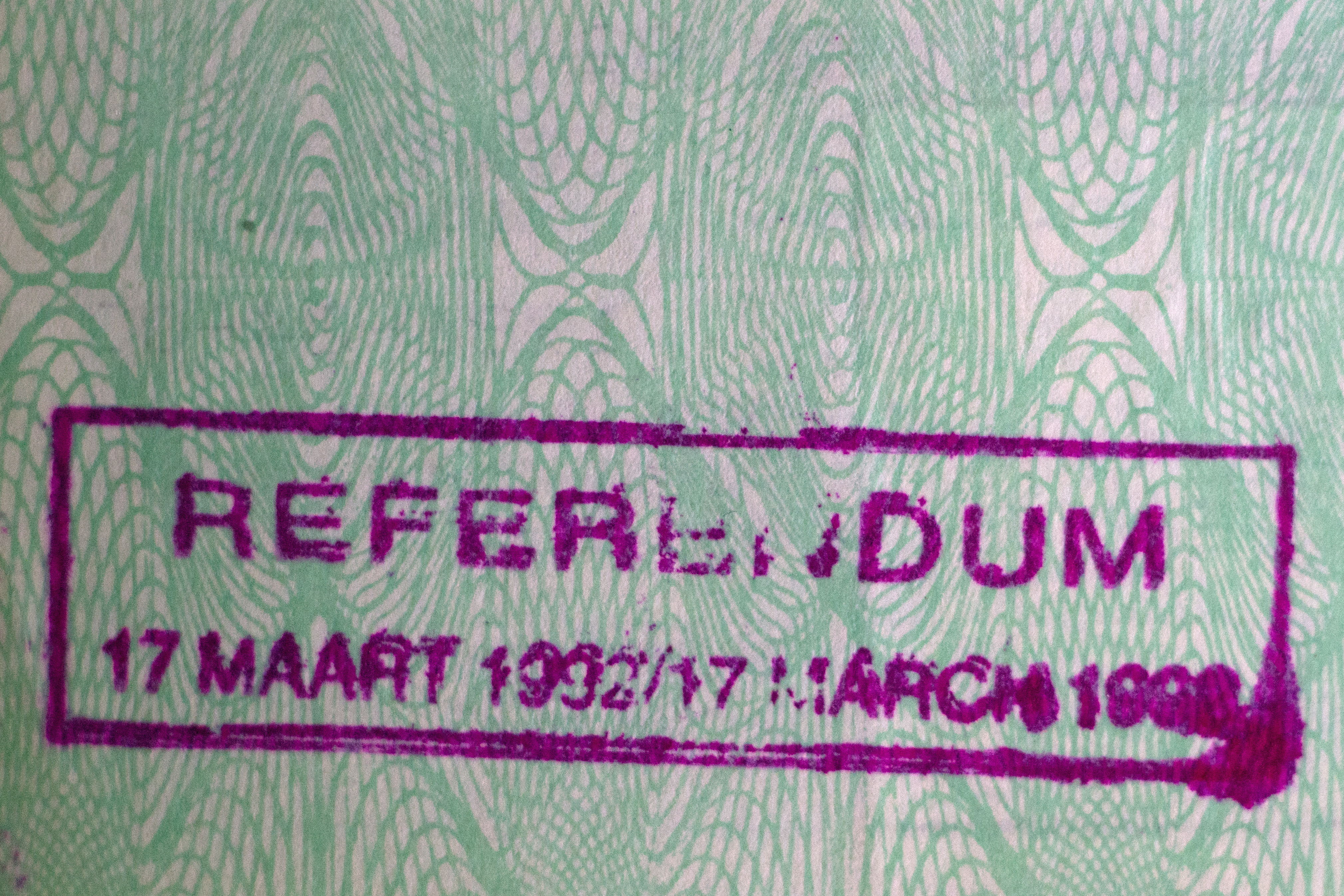
Sello en el carnet de identidad de un sudafricano blanco que participó en la votación sobre el apartheid de 1992.

El Partido Nacional y el Partido Demócrata hicieron campaña por el "Sí", mientras que el Partido Conservador hizo campaña por el no. Gran parte de los esfuerzos de De Klerk en 1992 se dirigieron a apaciguar y debilitar a sus oponentes de derecha, los defensores conservadores del apartheid que se habían separado del Partido Nacional durante la década de 1980. De Klerk intentó mostrar a los sudafricanos blancos que el gobierno no estaba cediendo el poder al ANC, sino negociando sobre la base del "poder compartido". Advirtió a los votantes blancos que un voto de "No" significaría la continuación de las sanciones internacionales, el peligro de una guerra civil y el empeoramiento del caos en Sudáfrica.
De Klerk le dijo a la prensa que interpretaría un voto mayoritario de "sí" como un mandato para celebrar acuerdos vinculantes con el ANC y otros líderes negros, sin la aprobación adicional de los votantes blancos. Dijo que un segundo referéndum para aprobar los términos del acuerdo constitucional no sería necesario a menos que difierieran "sustancialmente" de las promesas del gobierno. Estas promesas incluían una declaración de derechos, separación de poderes entre las ramas del gobierno, un poder judicial independiente y un Parlamento bicameral.
La campaña de votación del "Sí" del Partido Nacional fue de una clase que nunca antes se había visto en Sudáfrica. El Partido Nacional celebró grandes reuniones políticas en todo el país y publicó anuncios en muchos periódicos nacionales y compró tiempo comercial en televisión. Produjo carteles masivos de "Sí" con el mensaje "¡Sí! Ja!" Y un póster que muestra una foto de un miembro de AWB con una pistola y con el texto "¡Puedes detener a este hombre! Vota SÍ". El Partido Demócrata tenía carteles más tradicionales con el mensaje "Ja vir vrede (Sí por la paz)".
La campaña del "No", dirigida por Andries Treurnicht, advirtió a los votantes sobre el "gobierno de la mayoría negra" y el "gobierno comunista del ANC". El Partido Conservador también abogó por la autodeterminación de los blancos y argumentó que los sudafricanos blancos tenían el derecho de gobernarse a sí mismos. Durante la campaña, el lado "No" también comenzó a defender una patria independiente, o volkstaat, para la minoría blanca.
La campaña del "Sí" tuvo una ventaja significativa, ya que fue respaldada por el gobierno, el opositor Partido Demócrata, los medios de comunicación, la comunidad internacional y la gran mayoría de las organizaciones comerciales y empresariales. De acuerdo con el Centro de Estudios Estratégicos e Internacionales: "En la campaña de referéndum, el Partido Nacional tenía todas las ventajas. La televisión y (en muchas partes del país) la radio están controladas por el gobierno. La comunidad empresarial recaudó dinero, y la mayoría de los periódicos ayudaron dando tasas de descuento a los anuncios del "Sí" [...] El Partido Conservador, sin fondos comparables y sin acceso a descuentos, fue efectivamente excluido de los medios de comunicación, confiando en los carteles para transmitir su mensaje".

## Resultados
|  | 68.73 % |

|  | 31.27 % |

|  | 99.82 % |

|  | 0.18 % |

|  | 100.00 % |

|  | 85.08 % |